# IC 4978
IC 4978 ist eine Galaxie vom Hubble-Typ S im Sternbild Telescopium am Südsternhimmel. Sie ist schätzungsweise 193 Millionen Lichtjahre von der Milchstraße entfernt und hat einen Durchmesser von etwa 40.000 Lichtjahren.

Das Objekt wurde am 31. August 1904 von Royal Harwood Frost entdeckt.